# Perasia succrassata
Perasia succrassata là một loài bướm đêm trong họ Noctuidae.